# PSI 20

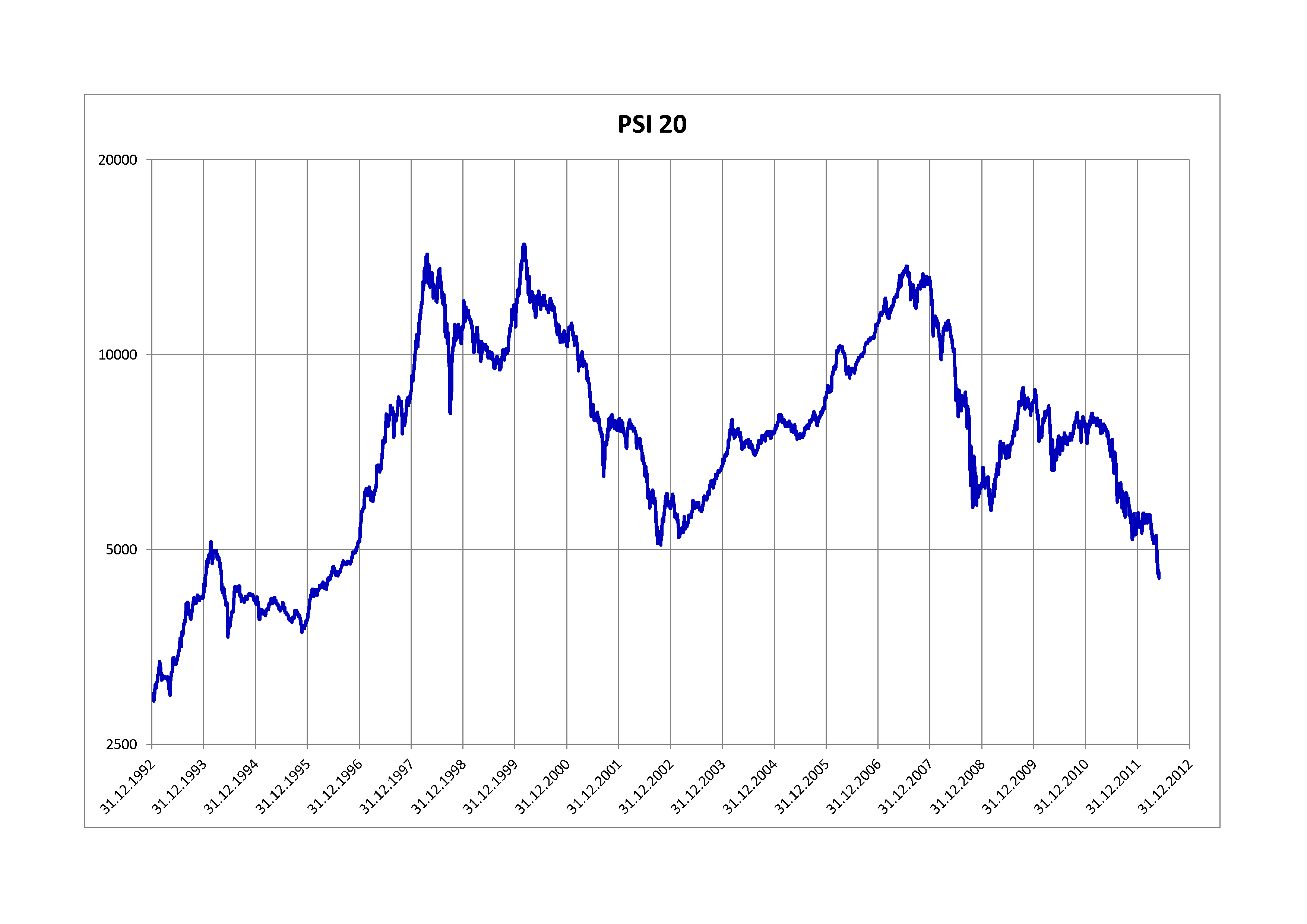
Indeks PSI 20 w latach 1992–2012

PSI 20 (skrót od Portuguese Stock Index) – indeks giełdowy portugalskich spółek notowanych na giełdzie Euronext Lisbon.
W jego skład wchodzi 20 największych spółek notowanych na głównym rynku.
31 grudnia 1992 roku wartość indeksu ustalono na 3000 punktów.

## Skład indeksu
(Stan na luty 2005)
- Banco Comercial Português
- Banco Espírito Santo(inne języki)
- Banco Português de Investimento(inne języki)
- Brisa – Auto-estradas de Portugal(inne języki)
- Cimpor(inne języki)
- Cofina(inne języki)
- Corticeira Amorim(inne języki)
- Energias de Portugal(inne języki)
- Gescartão
- Impresa(inne języki)
- Jerónimo Martins
- Media Capital(inne języki)
- Novabase(inne języki)
- Portugal Telecom(inne języki)
- ParaRede
- PT Multimédia
- Reditus
- Semapa(inne języki)
- Sonae SGPS(inne języki)
- SonaeCom(inne języki)